# Gossensaß

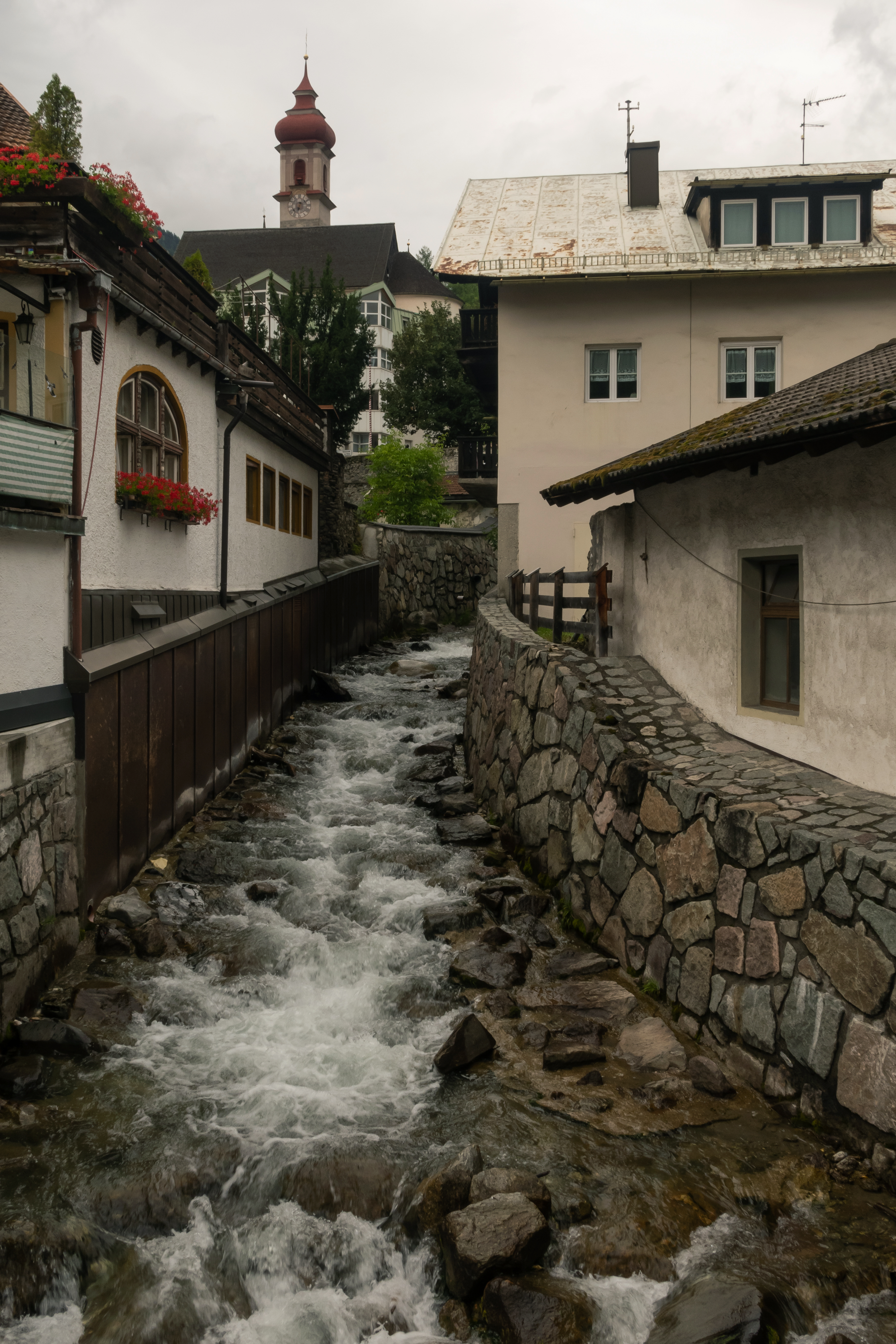
Gossensass, de Eisack met kerktoren (die Pfarrkirche zum Unbefleckten Empfängnis)

Gossensaß (Italiaans: Colle Isarco) is een plaats (frazione) in de Italiaanse gemeente Brenner.